# Groupe de NGC 2554
Le groupe de NGC 2554 comprend au moins six galaxies situées dans la constellation du Cancer. La distance moyenne entre ce groupe et la Voie lactée est d'environ 64,5 Mpc (∼210 millions d'al). 

## Membres
Le tableau ci-dessous liste les six galaxies du groupe indiquées dans l'article de A.M. Garcia paru en 1993. 
| Nom         | Class. | Type         | α (J2000.0)   | δ (J2000.0) | Vitesse radiale (km/s) | m              | Distance (Mpc) | Diamètre (kal) |
| ----------- | ------ | ------------ | ------------- | ----------- | ---------------------- | -------------- | -------------- | -------------- |
| NGC 2554    | S0/a   | Lenticulaire | 08h 17m 53.5s | 23° 28′ 20″ | 4158 ± 10              | 12,0           | 64,7 ± 4,5     | 215            |
| IC 2248     | S?     | Spirale      | 08h 16m 04.8s | 23° 08′ 02″ | 4136 ± 1               | 14,4           | 64,3 ± 4,5     | 24             |
| IC 2269     | S      | Spirale      | 08h 18m 08.7s | 23° 02′ 51″ | 3980 ± 2               | 14,2           | 62,1 ± 4,6     | 63             |
| UGC 4299    | Sc     | Spirale      | 08h 15m 59.1s | 23° 11′ 59″ | 4295 ± 3               | 11,73 ± 0,05   | 66,7 ± 4,7     | 120            |
| UGC 4304    | S0     | Lenticulaire | 08h 16m 28.3s | 23° 48′ 39″ | 4159 ± 3               | 13,495 ± 0,003 | 64,7 ± 4,5     | 104            |
| MGC 4-20-34 | Sb     | Spirale      | 08h 20m 49.3s | 22° 39′ 28″ | 4142 ± 1               | 12,27          | 64,5 ± 4,5     | 59             |

Le site DeepskyLog permet de trouver aisément les constellations des galaxies mentionnées dans ce tableau ou si elles ne s'y trouvent pas, l'outil du site constellation permet de le faire à l'aide des coordonnées de la galaxie. Sauf indication contraire, les données proviennent du site NASA/IPAC. 